# 8月20日 (旧暦)
旧暦8月20日（きゅうれきはちがつはつか）は、旧暦8月の20日目である。六曜は先負である。

## できごと
- 天治元年（ユリウス暦1124年9月29日） - 藤原清衡が奥州平泉に中尊寺金色堂を建立
- 享禄元年（ユリウス暦1528年9月3日） - 大永より享禄に改元
- 天正元年（グレゴリオ暦1573年9月16日） - 越前・一乗谷城の朝倉義景が、織田信長の攻撃と一族の謀叛により自決。朝倉氏が滅亡
- 天保13年（グレゴリオ暦1842年9月24日） - 曲亭馬琴が長篇小説『南総里見八犬伝』98巻を完成
- 天保14年（グレゴリオ暦1843年9月13日） - 蘭学者佐藤泰然が佐倉に移り「和田塾」を「順天堂」と改称。順天堂大学の前身

## 誕生日
- 天保10年（グレゴリオ暦1839年9月27日） - 高杉晋作、尊攘派志士（+ 1867年）
- 安政2年（グレゴリオ暦1855年9月30日） - 末松謙澄、ジャーナリスト･政治家（+ 1920年）
- 安政3年（グレゴリオ暦1856年9月18日） - 海老名弾正、思想家･教育者（+ 1937年）
- 咸豊9年（グレゴリオ暦1859年9月16日） - 袁世凱、中華民国大総統（+ 1916年）

## 忌日
- 仁治2年（ユリウス暦1241年9月26日） - 藤原定家、歌人（* 1162年）
- 天正元年（ユリウス暦1573年9月16日） - 朝倉義景[1]、武将（* 1533年）
- 慶長15年（グレゴリオ暦1610年10月6日） - 細川幽斎（藤孝）[2]、武将・歌人（* 1534年）
- 文久2年閏（グレゴリオ暦1862年10月13日） - 本間精一郎、尊皇攘夷志士（* 1834年）